# 齐氏合跳蛛
齐氏合跳蛛（学名：Synagelides zhilcovae）为跳蛛科合跳蛛属的动物。分布于独联体以及中国大陆的吉林等地。该物种的模式产地在吉林。